# Sterculia longipetiolata
Sterculia longipetiolata är en malvaväxtart som beskrevs av Elmer Drew Merrill. Sterculia longipetiolata ingår i släktet Sterculia och familjen malvaväxter. Inga underarter finns listade i Catalogue of Life.